# Marcel de Jong
Marcel de Jong (Newmarket, Canadá, 15 de octubre de 1986), futbolista canadiense, de origen neerlandés. Juega de defensa y actualmente se encuentra sin equipo, su último club fue el Vancouver Whitecaps FC de la MLS de Estados Unidos.

## Selección nacional
Ha sido internacional con la selección de Canadá en 55 ocasiones y anotado 3 goles, con la Sub-20 en 14 ocasiones anotando un gol y con la Sub-17 en 5 ocasiones.

### Participaciones en Copas del Mundo
| Mundial                               | Sede         | Resultado    |
| ------------------------------------- | ------------ | ------------ |
| Copa Mundial de Fútbol Sub-20 de 2005 | Países Bajos | Primera fase |

## Clubes
| Club                 | País           | Año       |
| -------------------- | -------------- | --------- |
| Helmond Sport        | Países Bajos   | 2004-2006 |
| Roda JC              | Países Bajos   | 2006-2010 |
| FC Augsburgo         | Alemania       | 2010-2015 |
| Sporting Kansas City | Estados Unidos | 2015      |
| Ottawa Fury          | Canadá         | 2016      |
| Vancouver Whitecaps  | Canadá         | 2016-2018 |